# Emilie Mediz-Pelikan
Pour les articles homonymes, voir Pelikan.
Emilie Mediz-Pelikan, née à Vöcklabruck le 2 décembre 1861 et morte à Leubnitz-Neuostra (de) le 19 mars 1908, est une peintre et lithographe austro-hongroise, épouse du peintre Karl Mediz (de)

## Biographie
En 1883 Emilie Mediz-Pelikan devient la dernière étudiante d'Albert Zimmermann, dont elle avait été auparavant l'assistante à Salzbourg. Elle l'accompagne ensuite  à Munich où il meurt en 1888. Elle vécut aussi à Dachau où elle fréquenta la colonie artistique (Dachau art colony (en)) qui s'y trouvait, ce qui lui permit de rencontrer Adolf Hölzel et Fritz von Uhde. Elle vécut aussi à Paris et Knokke où fit la connaissance d'autres artistes.
C'est à Knokke qu'elle revit Karl Mediz qu'elle avait rencontré pour la première fois à Dachau. En 1891, ils partirent pour Vienne où ils se marièrent. N'y rencontrant que peu de succès, ils s'installèrent d'abord à Krems an der Donau où naquit leur fille, puis, à Dresde en 1894 .
Elle connut sa première exposition majeure en 1898 au Palais de la Sécession, dans le cadre de la sécession viennoise. En 1903 elle fut invitée à exposer par le Hagenbund.

## Galerie

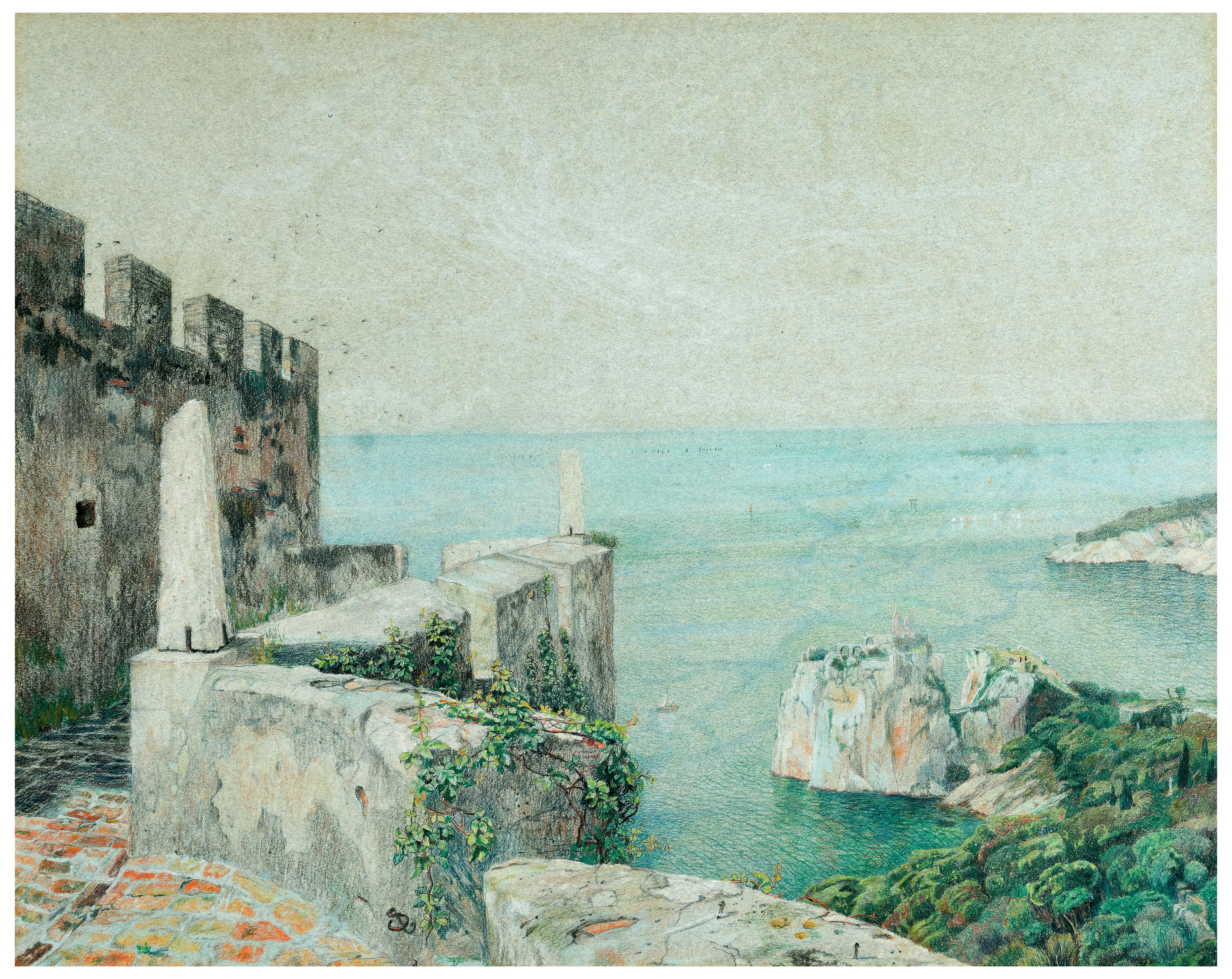
Vue du château de Duino sur le golfe de Trieste avec le vieux château de Duino. Crayon, pastel sur papier contrecollé sur carton, juin 1905.
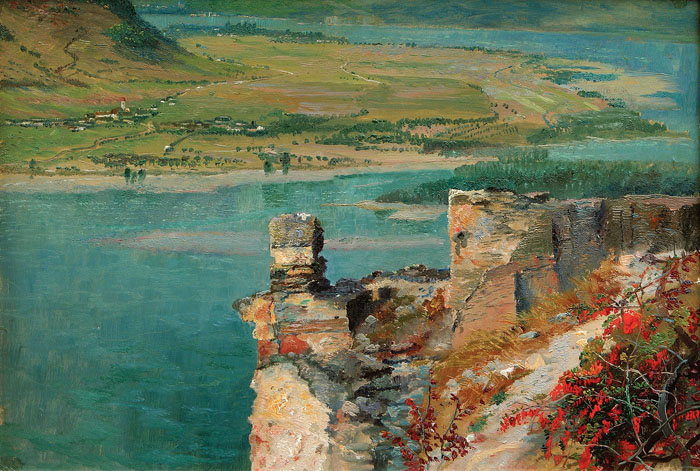
Blick von der Ruine Dürnstein ins Donautal.
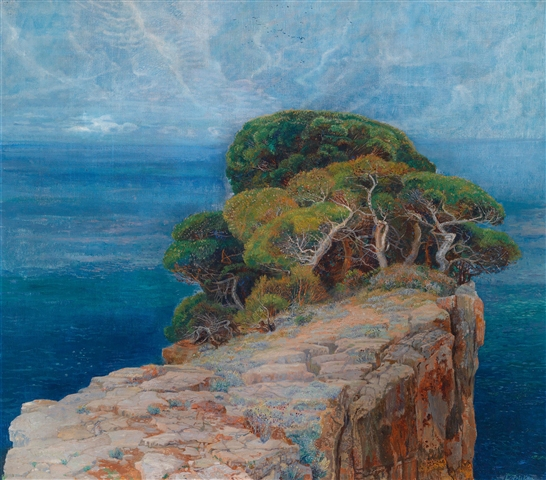
Vue de Lokrum
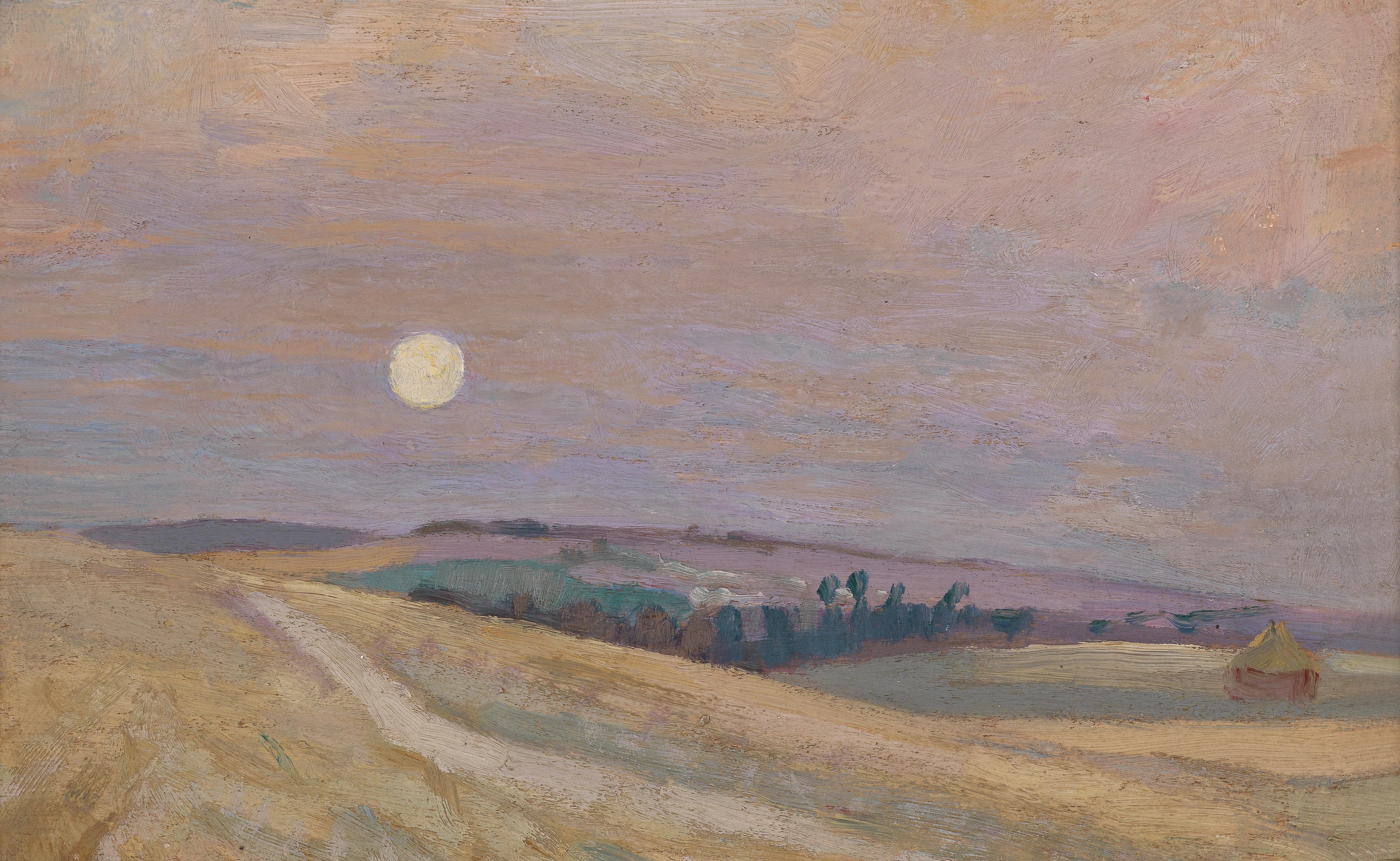
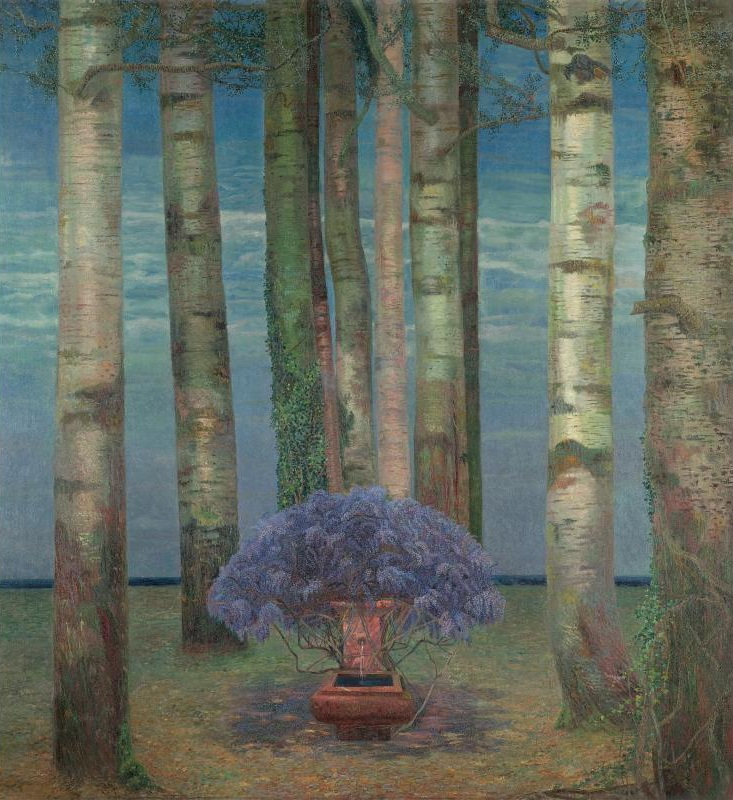
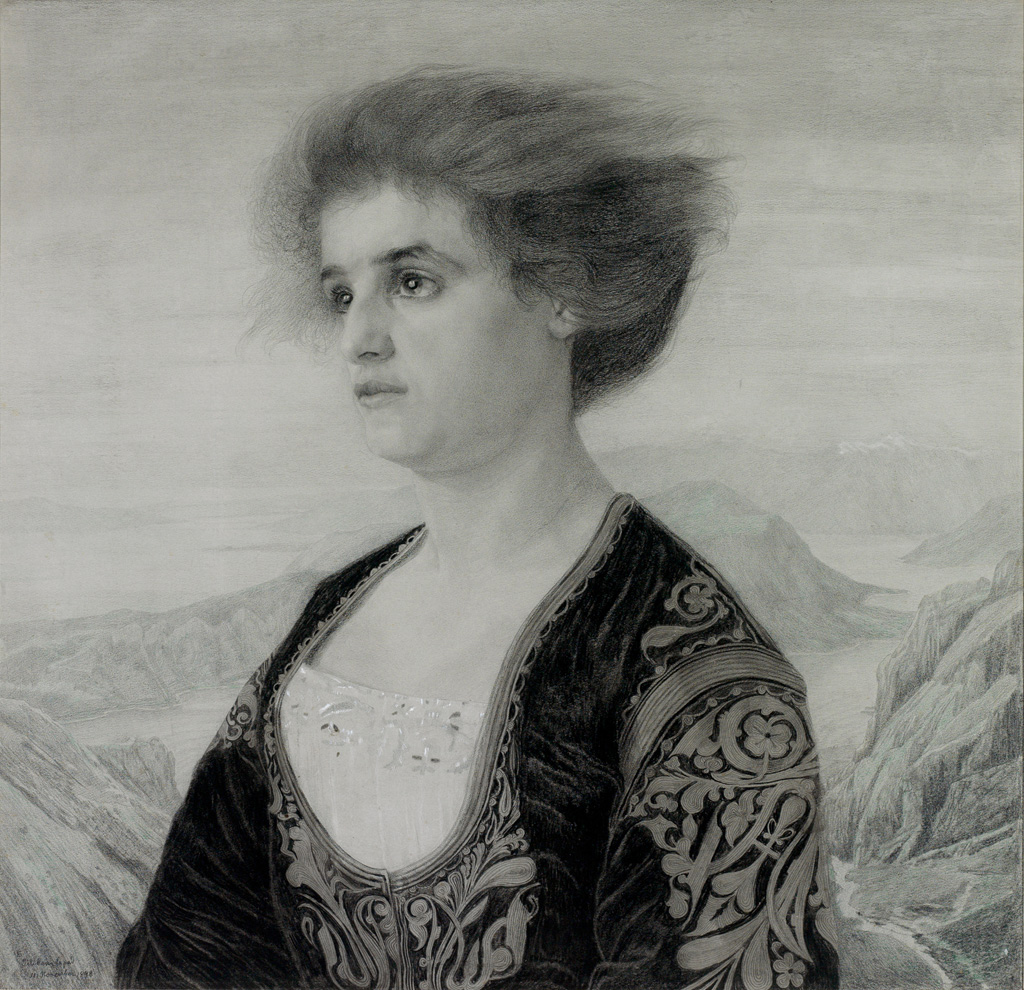
Portrait d'une jeune femme.
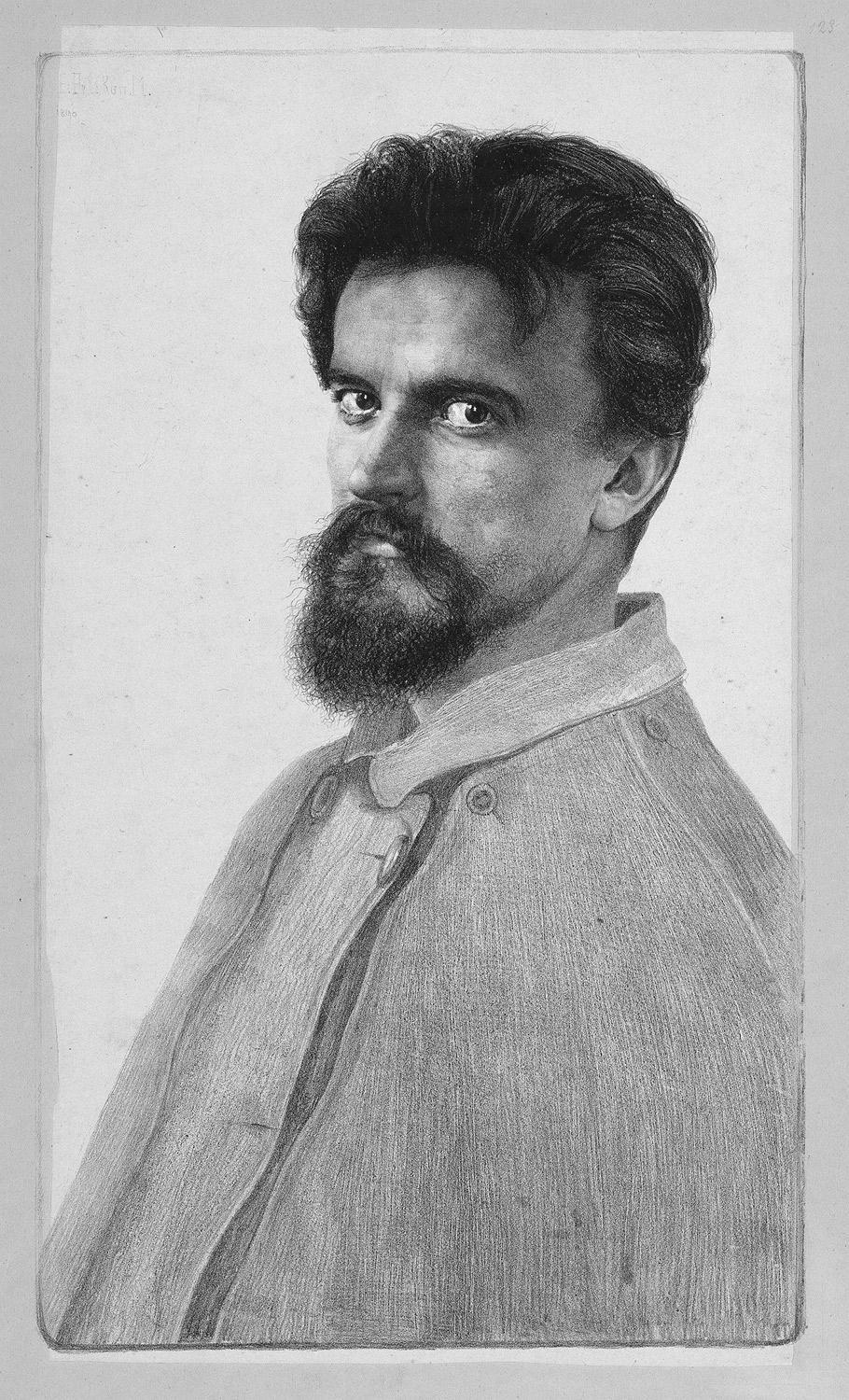
Karl Mediz.
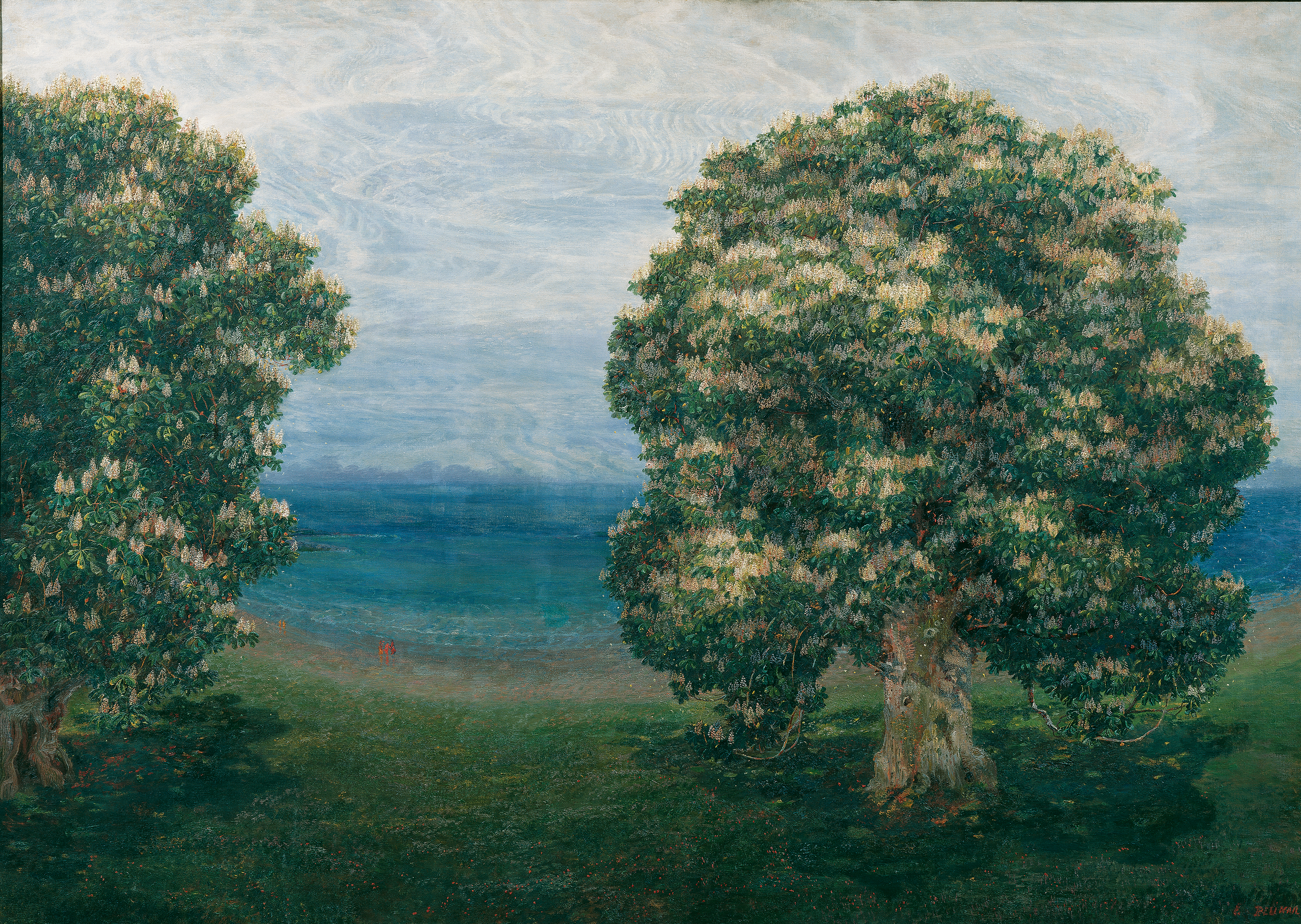
Châtaigniers en fleurs. Œuvre conservée à la Österreichische Galerie Belvedere